# Меридор, Элияху
Элияху Меридор (ивр. אליהו מרידור‎, при рождении Вержболовский — ивр. וירז'בולובסקי‎; 20 июля 1914 года, Санкт-Петербург, Российская империя — 16 октября 1966 года, Израиль) — сионист-ревизионист, израильский политик, депутат кнессета от движения «Херут» и блока «ГАХАЛ».

## Биография
Элияху Меридор родился 20 июля 1914 года в городе Санкт-Петербург, на территории Российской империи. Вскоре семья переехала в местечко Граево (Польша). Учился в школе-Тарбут, а затем в гимназии. Будучи школьником возглавлял местное отделение организации «Бейтар».
Окончил юридический факультет Варшавского университета, в 1936 году репатриировался в подмандатную Палестину, занимался частной адвокатской практикой. Вступил в Иргун, возглавлял его иерусалимское отделение.
В октябре 1940 года был арестован британцами и сослан в Африку. Вернулся в Палестину в 1946 году, участвовал в создании движения «Херут» (1948 год).
Был избран в кнессет в 1959 году, работал в  комиссии по образованию и культуре и в законодательной комиссии. Был переизбран в кнессет 5-го созыва, вошёл в состав комиссии кнессета, комиссии по внутренним делам и законодательной комиссии.
В 1965 году в последний раз был избран в кнессет (6 созыв), работал в комиссии кнессета и законодательной комиссии. Умер в 1966 году, в составе кнессета его сменил Шломо Коэн-Цидон.
Сын Меридора Дан, также стал политиком. Другой сын — Салай, стал политиком и дипломатом. Дочь Хаггит работала в сфере здравоохранения.